# Misiuni diplomatice ale Republicii Moldova

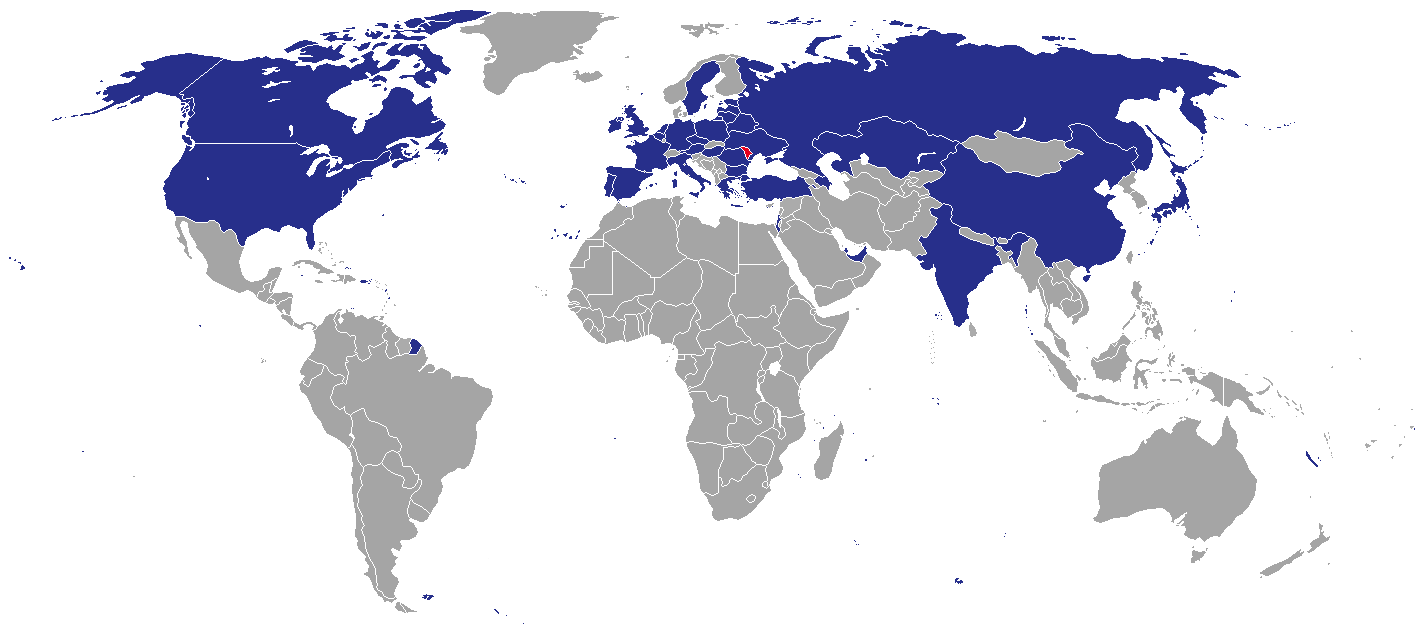
State în care Republica Moldova are misiuni diplomatice

Aceasta este lista misiunilor diplomatice ale Republicii Moldova.

## Europa
- Austria
  - Viena (Ambasadă)
- Belarus
  - Minsk (Ambasadă)
- Belgia
  - Bruxelles (Ambasadă)
- Bulgaria
  - Sofia (Ambasadă)
- Cehia
  - Praga (Ambasadă
- Estonia
  - Tallinn (Ambasadă)
- Franța
  - Paris (Ambasadă)
- Germania
  - Berlin (Ambasadă)

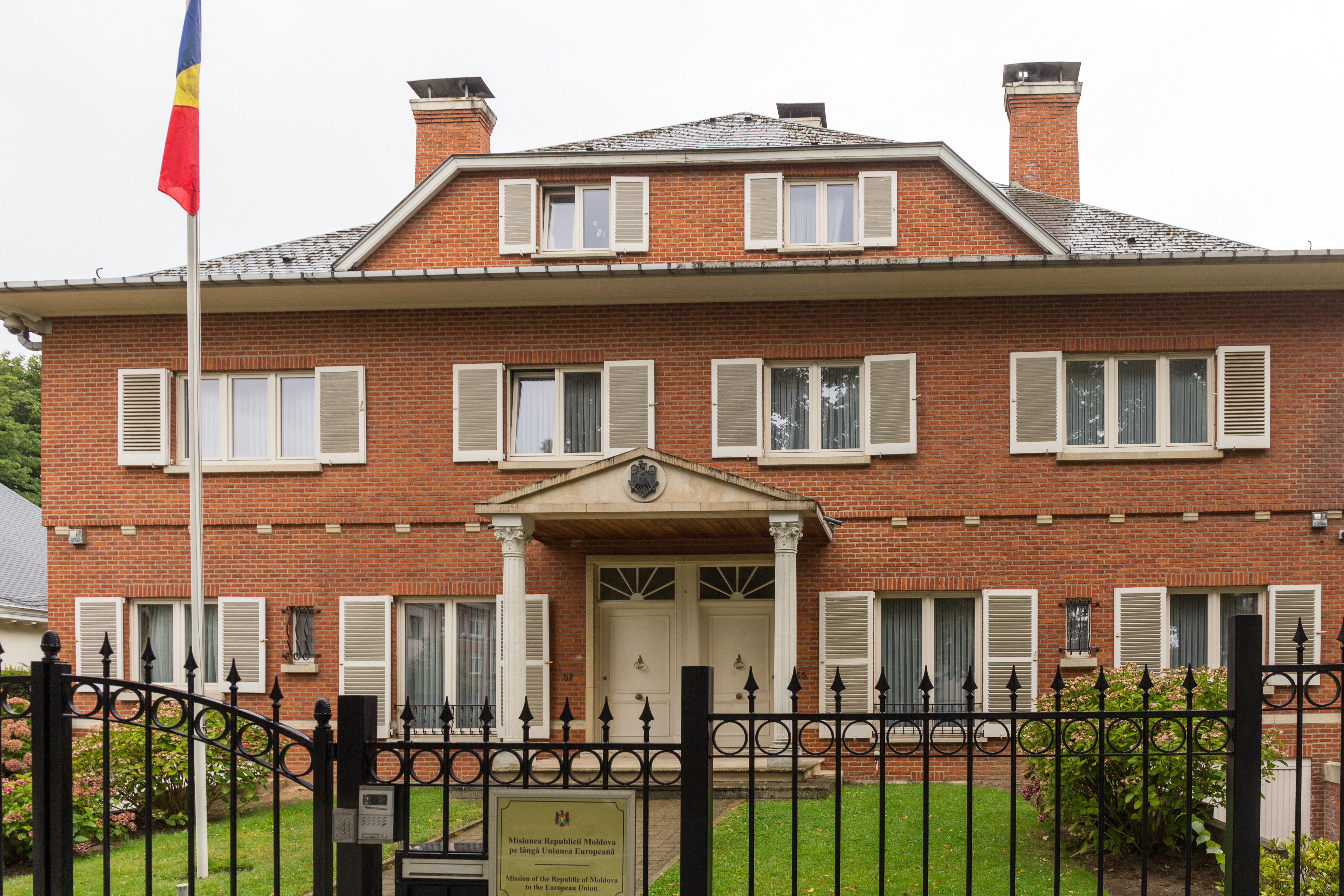
Ambasada Republicii Moldova în Belgia

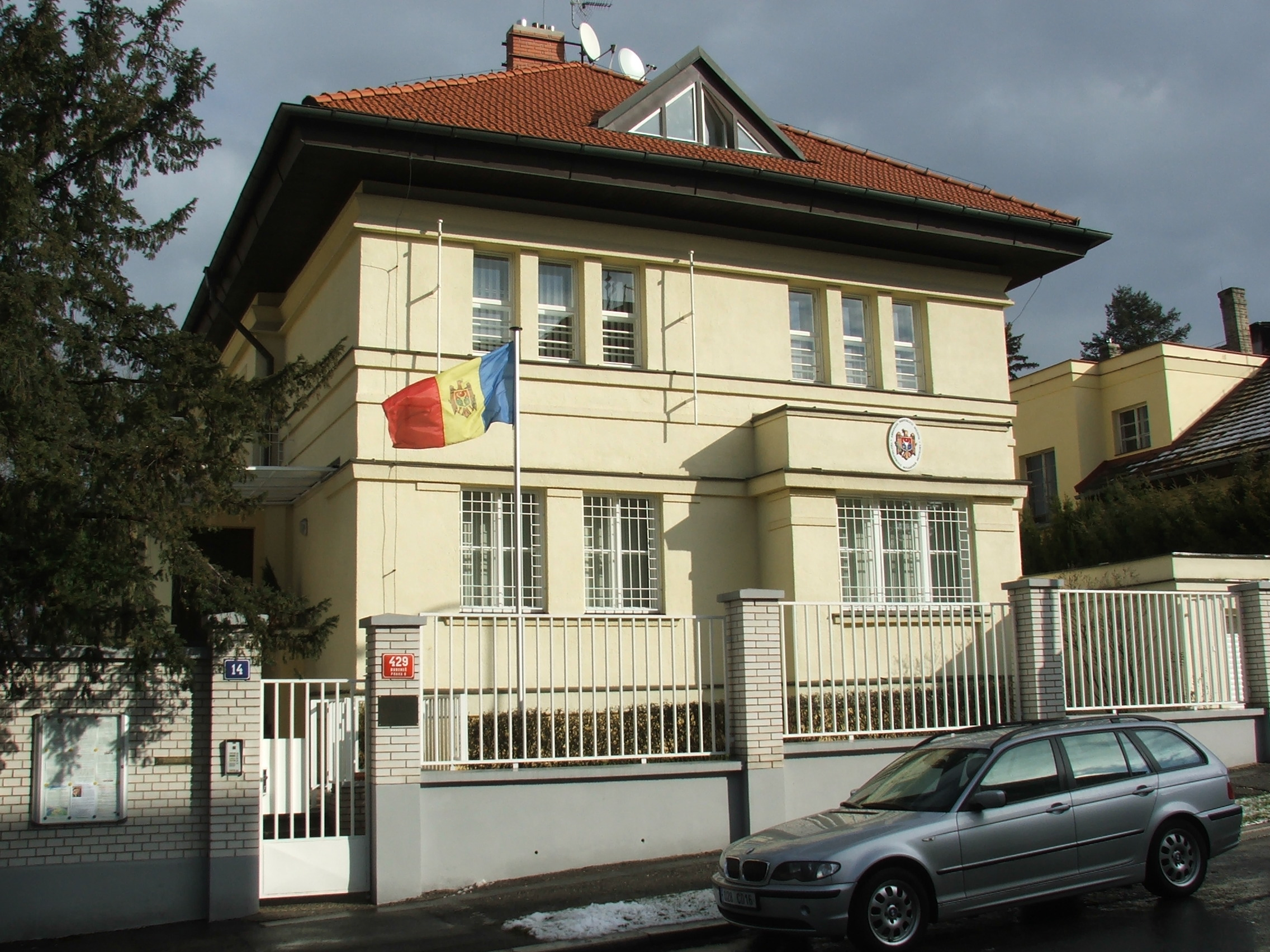
Ambasada Republicii Moldova în Cehia

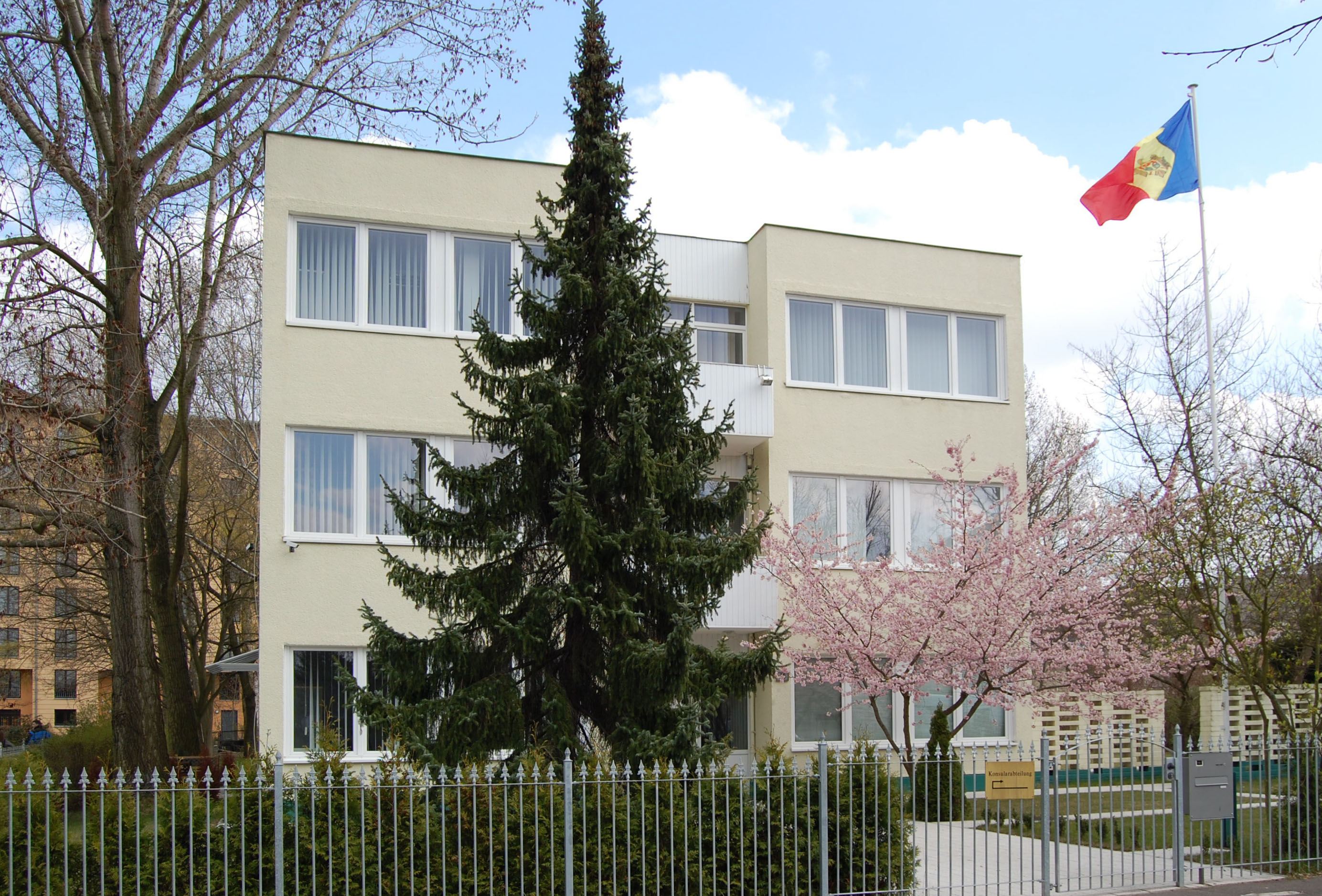
Ambasada Republicii Moldova în Germania

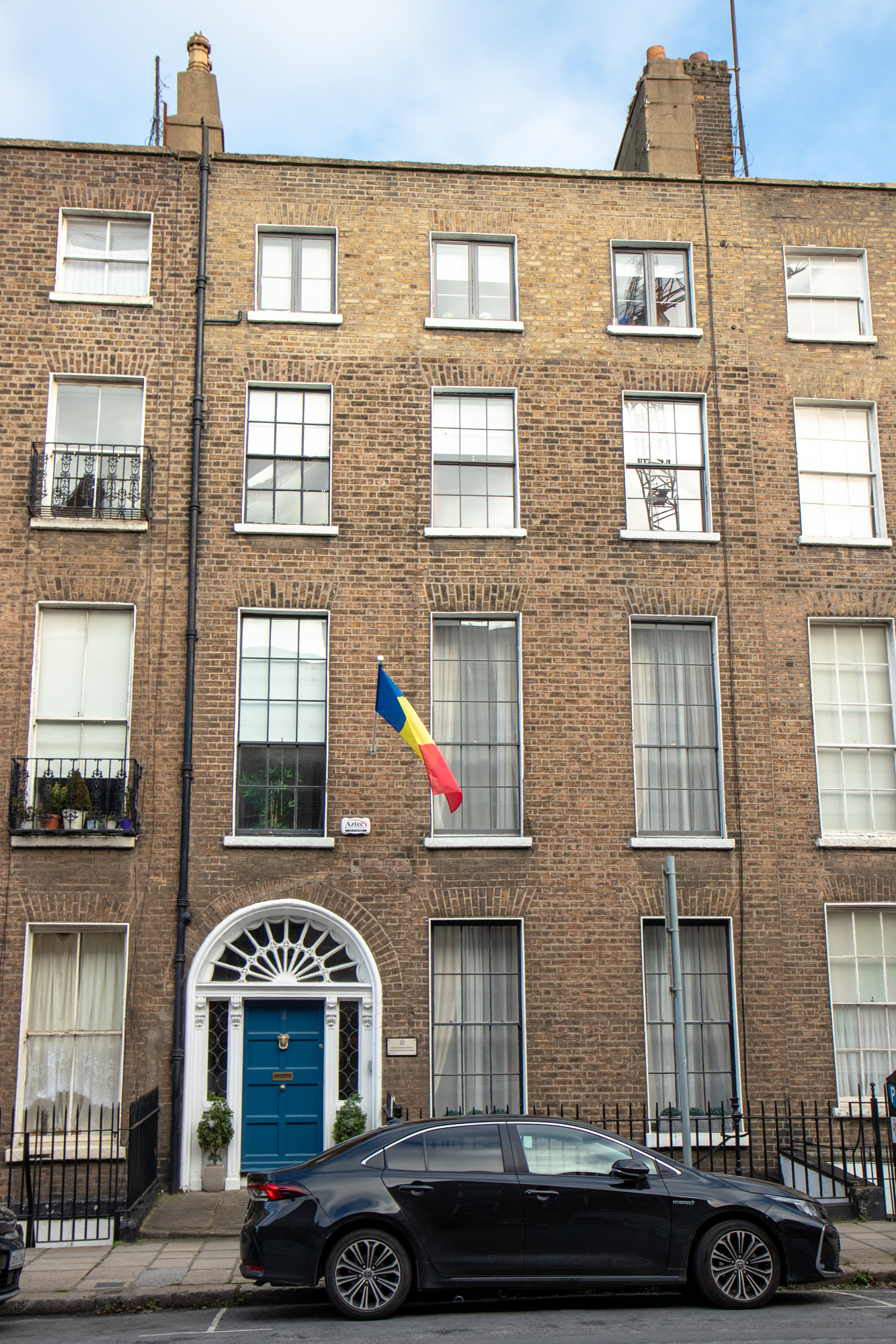
Ambasada Republicii Moldova în Irlanda

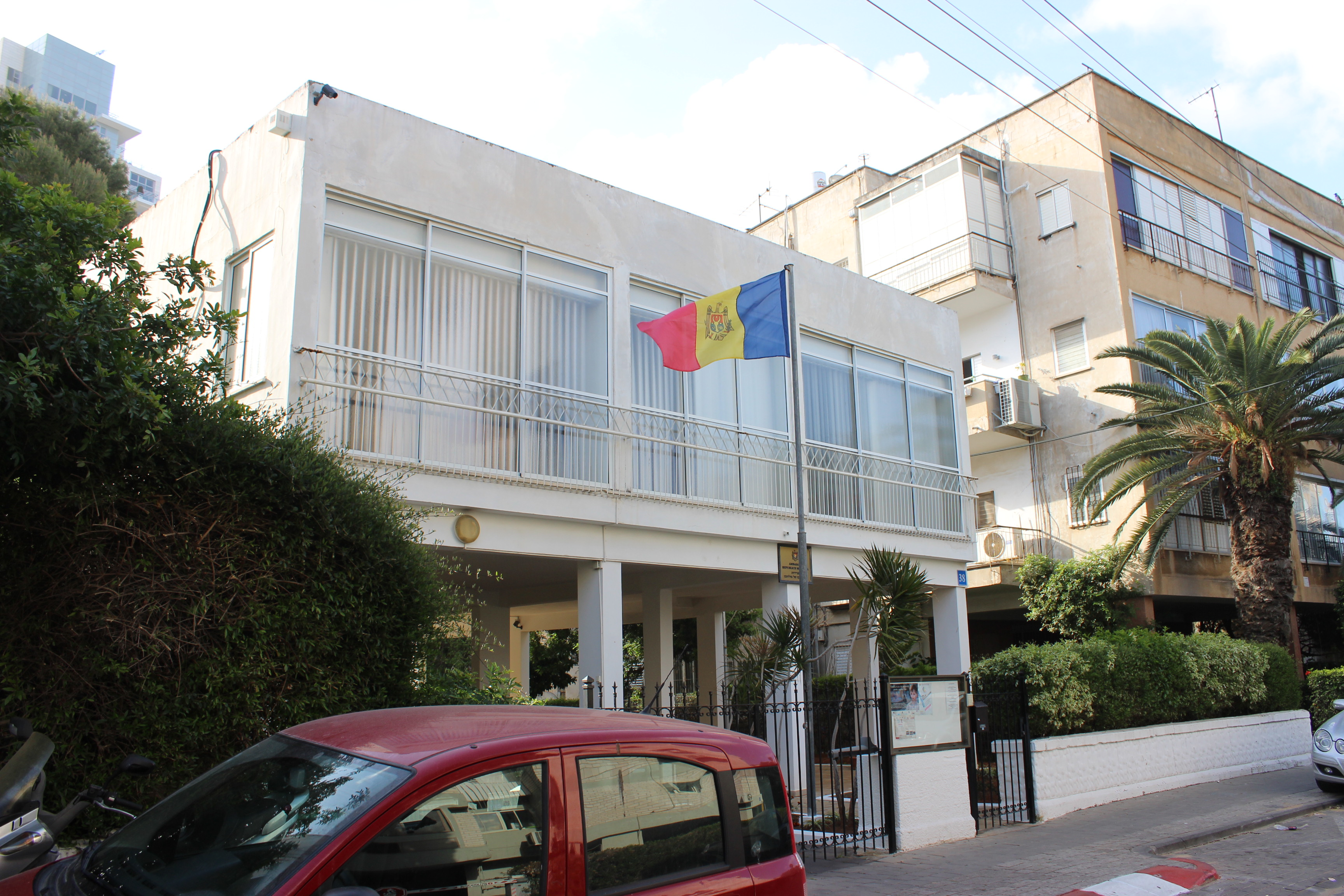
Ambasada Republicii Moldova în Israel

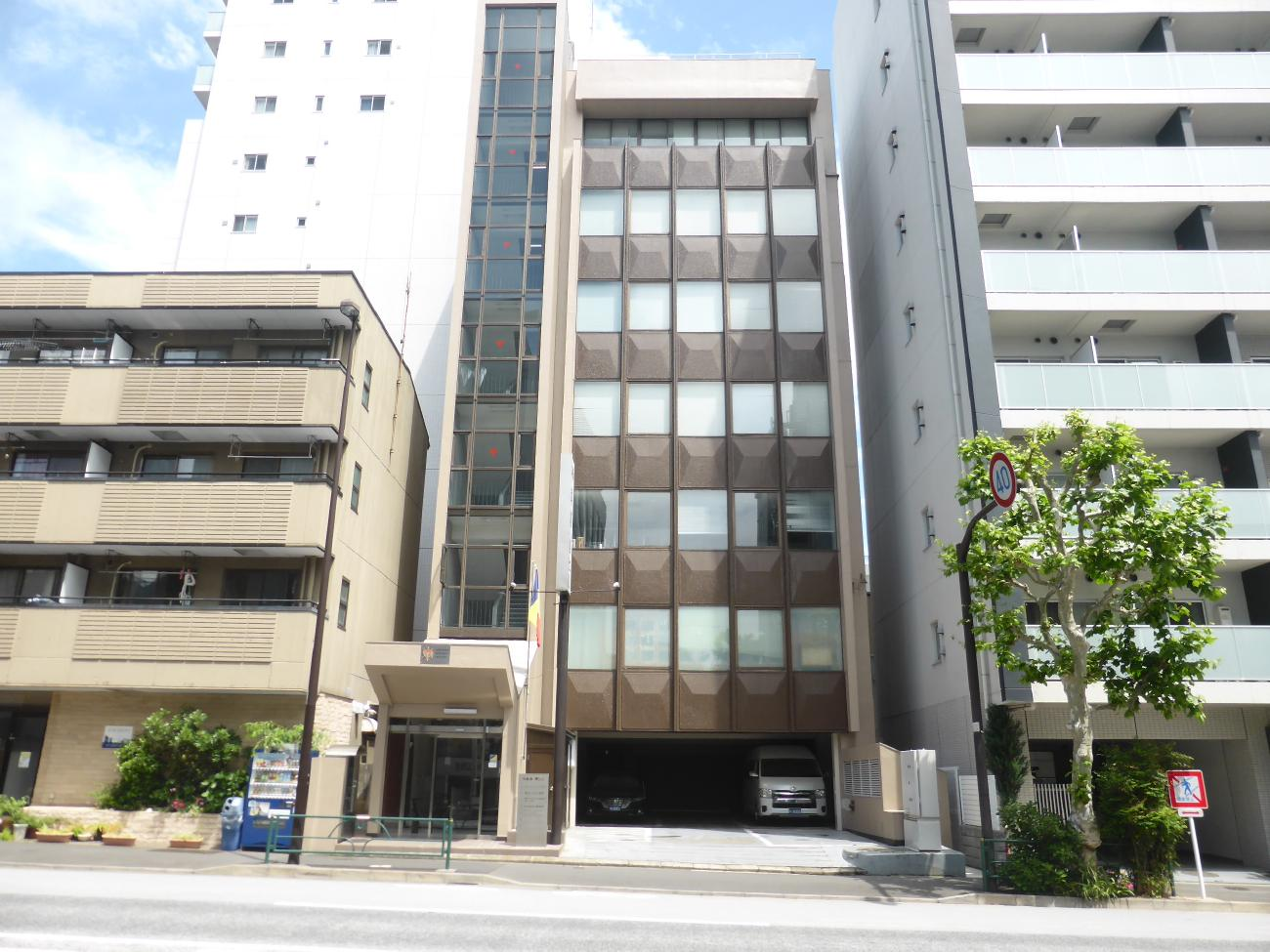
Ambasada Republicii Moldova în Japonia

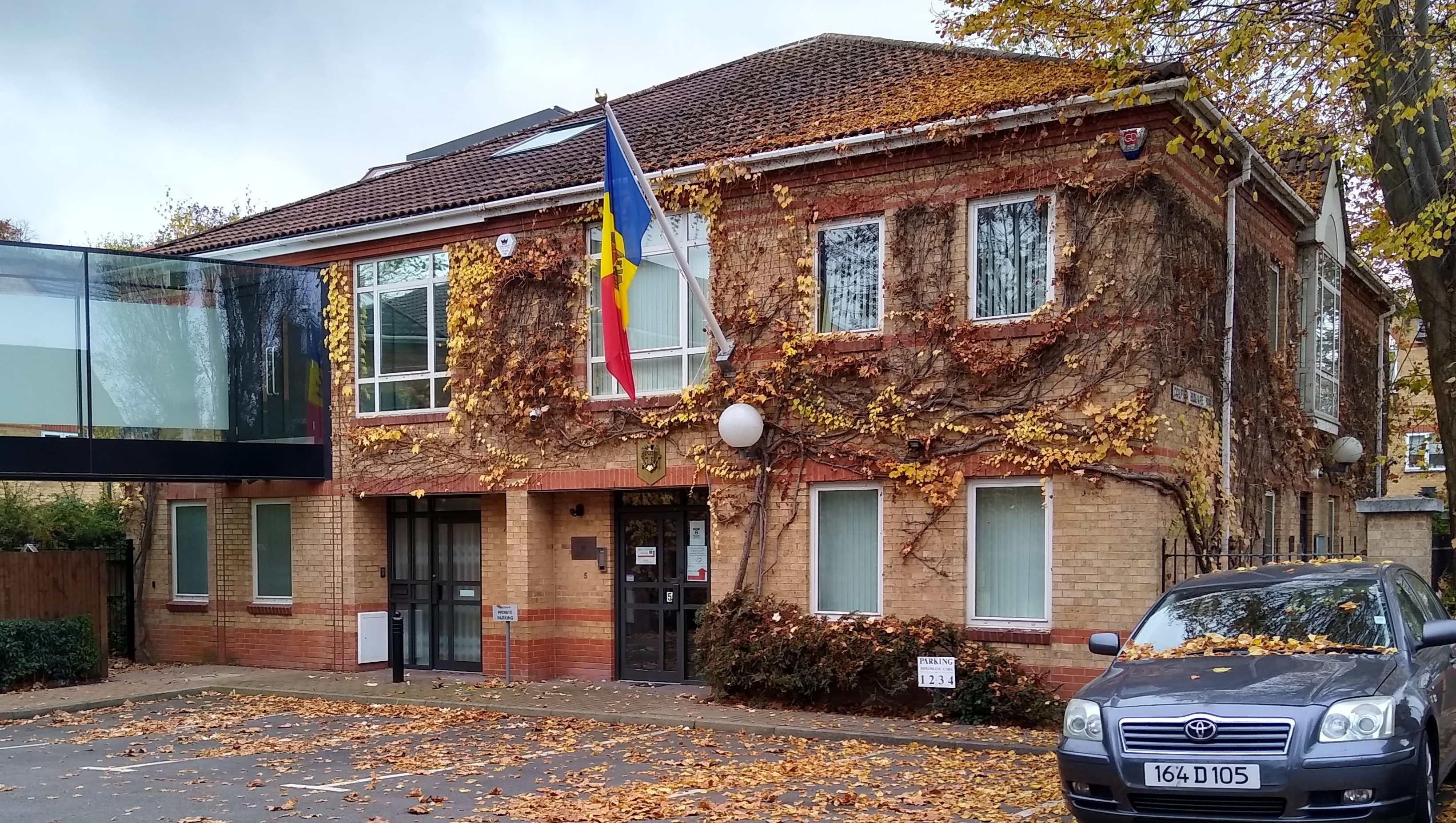
Ambasada Republicii Moldova în Regatul Unit

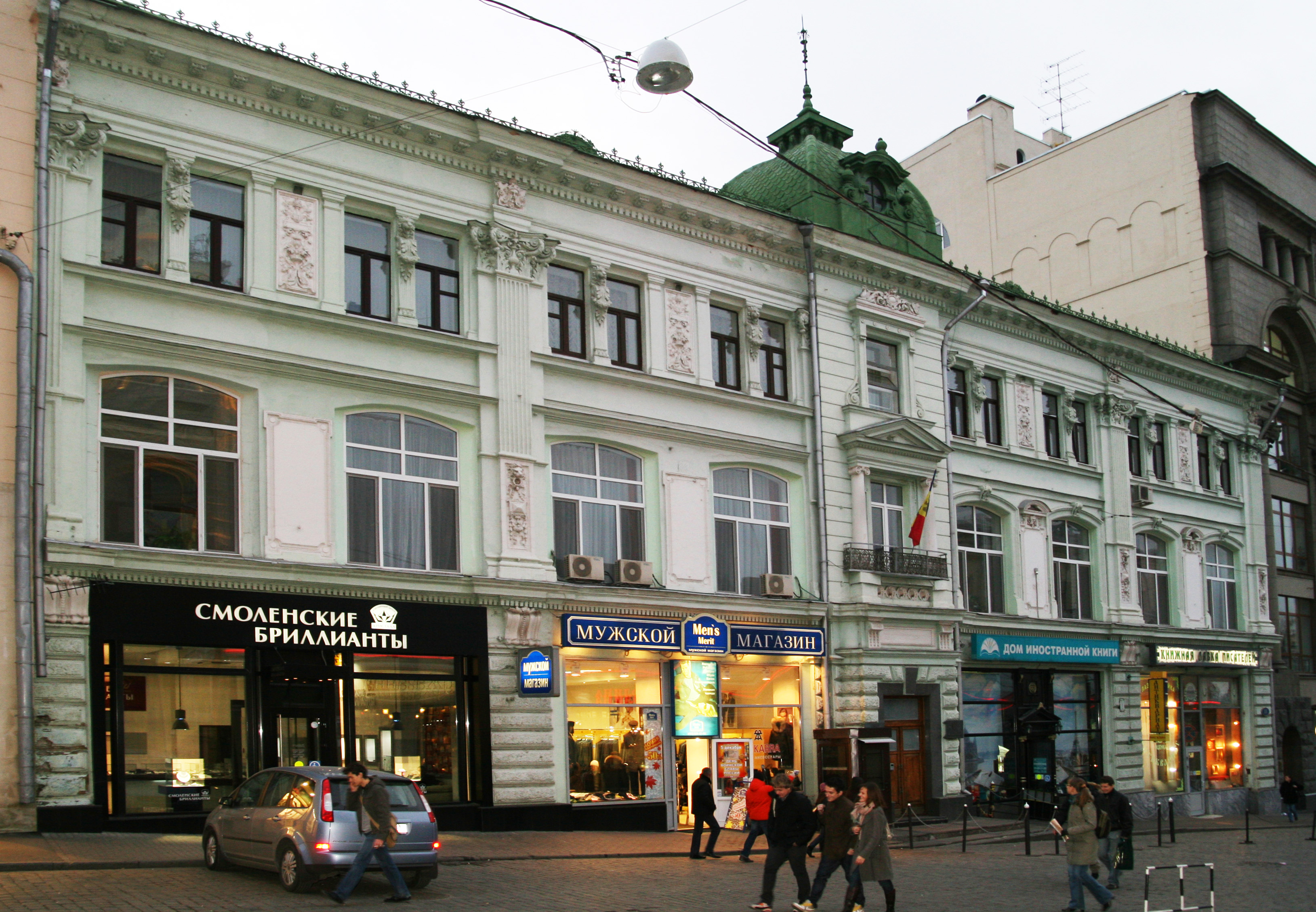
Ambasada Republicii Moldova în Rusia

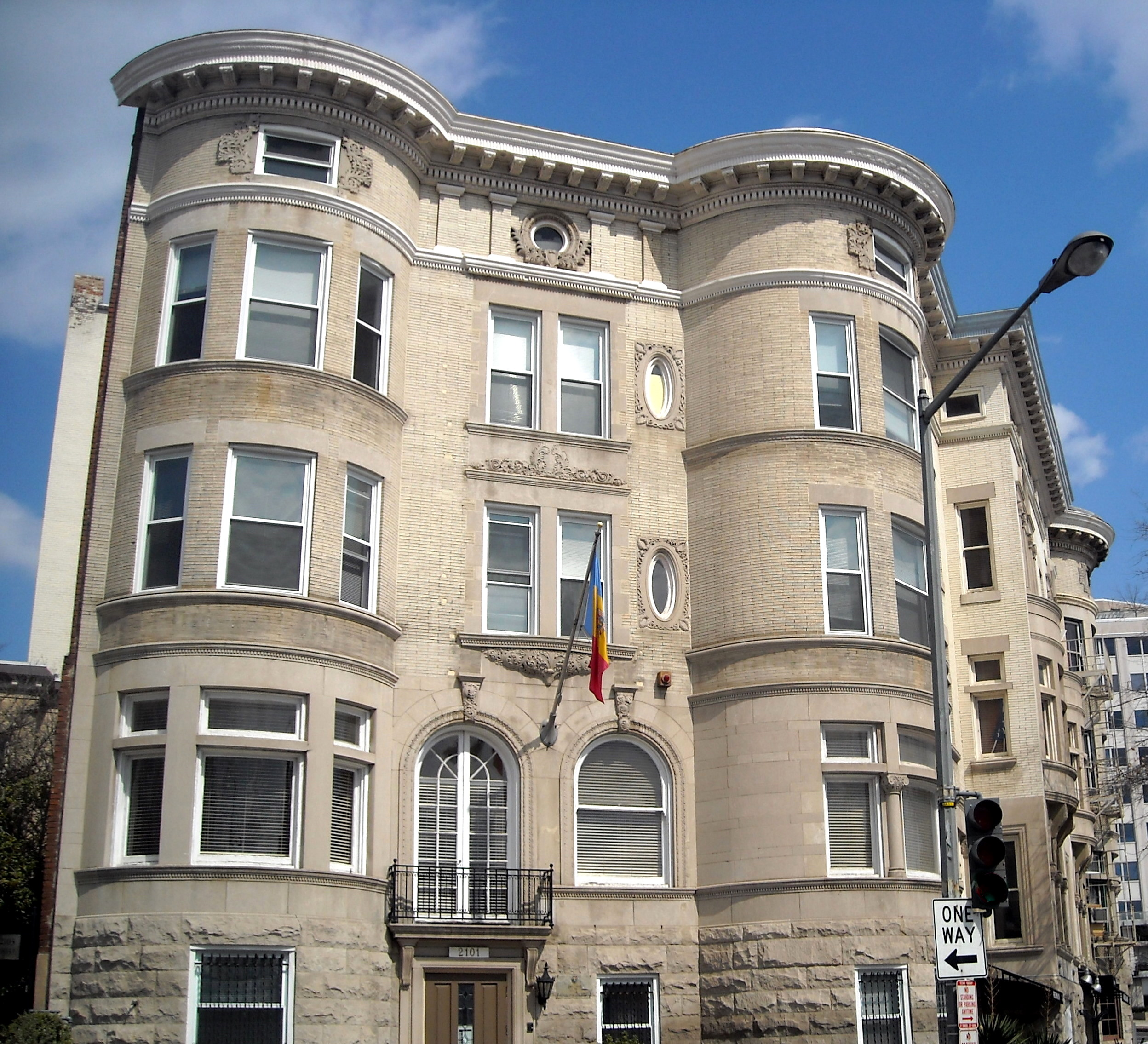
Ambasada Republicii Moldova în Statele Unite ale Americii

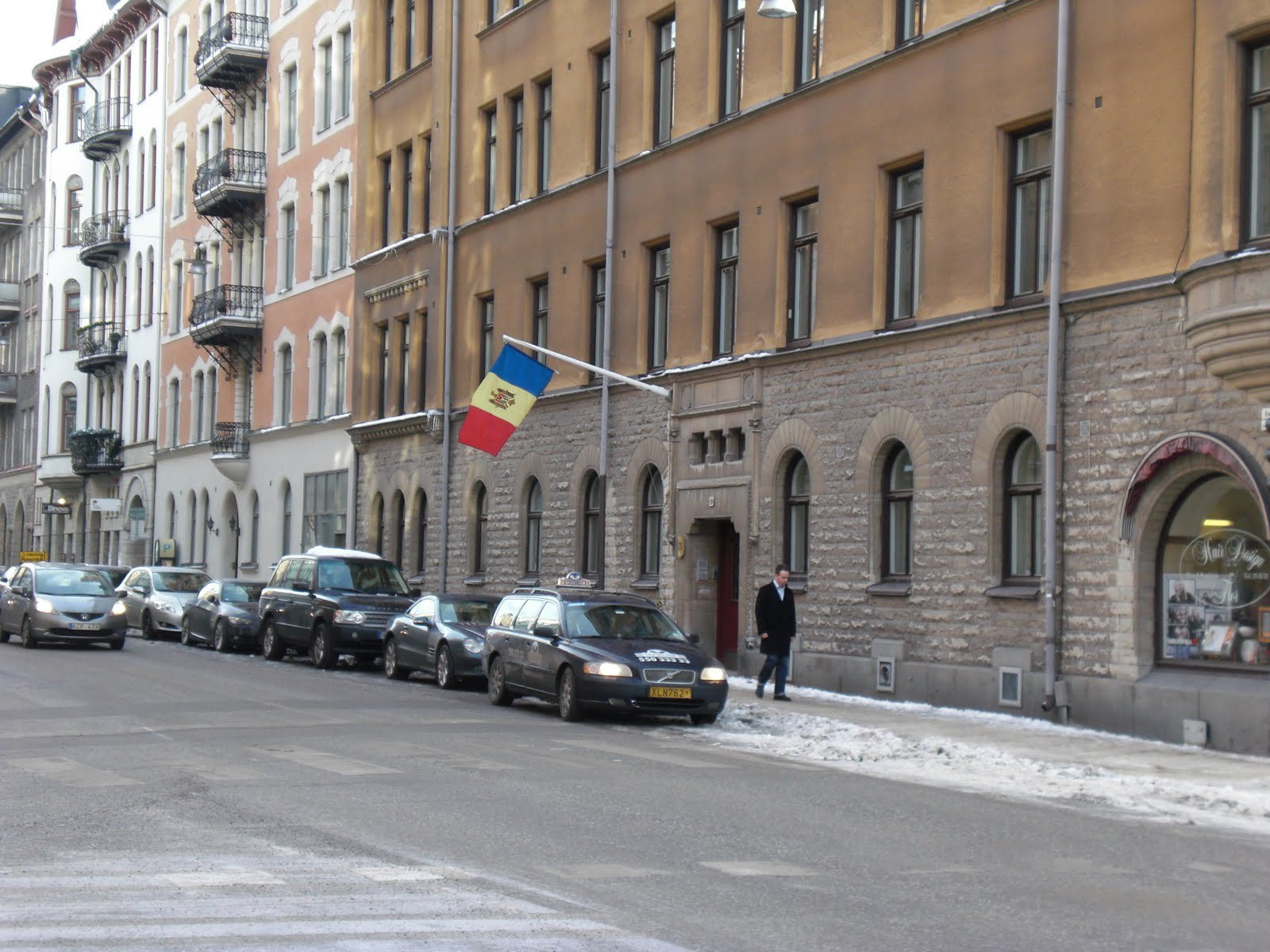
Ambasada Republicii Moldova în Suedia

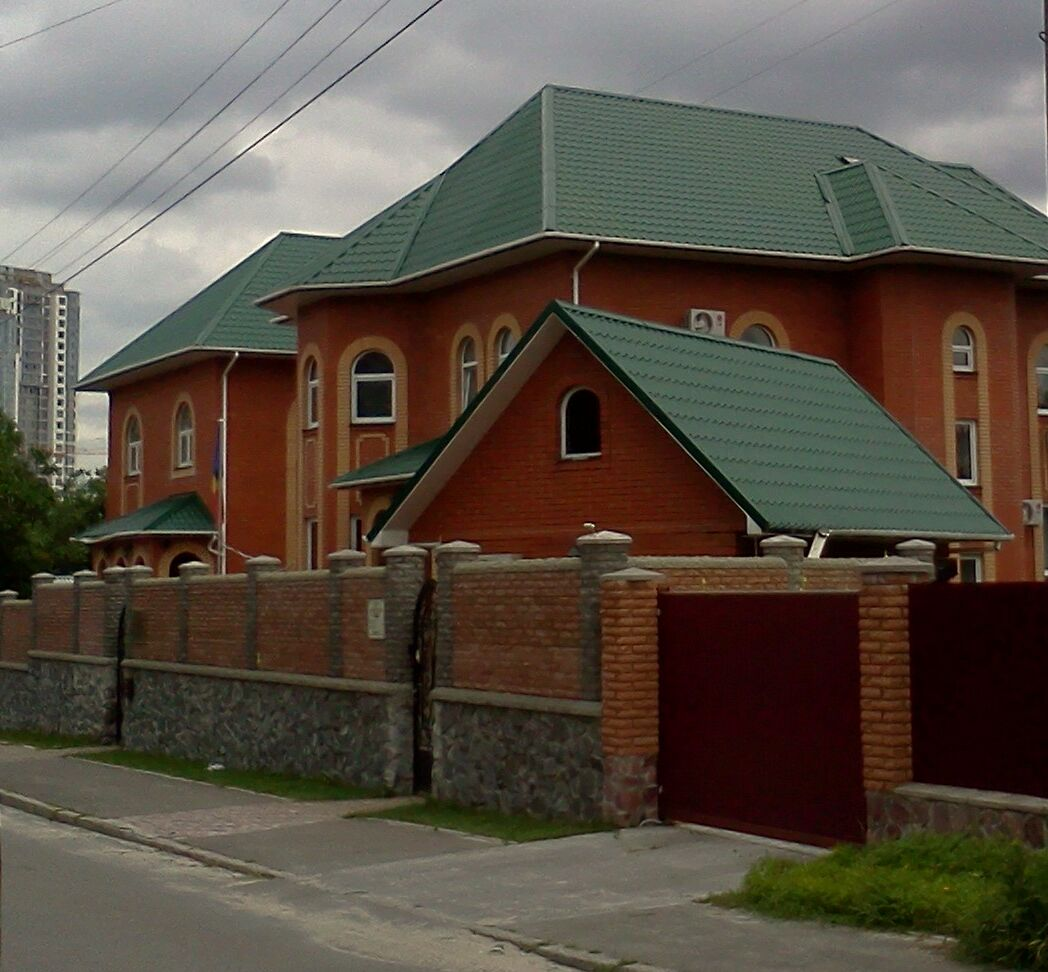
Ambasada Republicii Moldova în Ucraina

  - Frankfurt pe Main (Consulat General)
- Grecia
  - Atena (Ambasadă)
- Irlanda
  - Dublin (Ambasadă)
- Italia
  - Roma (Ambasadă)
  - Milano (Consulat General)
  - Padova (Consulat)
- Letonia
  - Riga (Ambasadă)
- Lituania
  - Vilnius (Ambasadă)
- Polonia
  - Varșovia (Ambasadă)
- Portugalia
  - Lisabona (Ambasadă)
- Regatul Unit
  - Londra (Ambasadă)
- România
  - București (Ambasadă)
  - Iași (Consulat General)
- Rusia
  - Moscova (Ambasadă)
- Spania
  - Madrid (Ambasadă)
- Suedia
  - Stockholm (Ambasadă)
- Țările de Jos
  - Haga (Ambasadă)
- Ucraina
  - Kiev (Ambasadă)
  - Odesa (Consulat General)
- Ungaria
  - Budapesta (Ambasadă)

## America
- Canada
  - Ottawa (Ambasadă)
- Statele Unite
  - Washington, D.C. (Ambasadă)
  - Chicago (Consulat General)
  - Sacramento (Consulat General)

## Asia
- Azerbaijan
  - Baku (Ambasadă)
- China
  - Beijing (Ambasadă)
- Emiratele Arabe Unite
  - Abu Dhabi (Ambasadă)
- Israel
  - Tel Aviv (Ambasadă)
- Japonia
  - Tōkyō (Ambasadă)
- Kazahstan
  - Astana (Ambasadă)[1]
- Qatar
  - Doha (Ambasadă)
- Turcia
  - Ankara (Ambasadă)
  - Istanbul (Consulat General)

## Organizații multilaterale
- Bruxelles (Misiunea pe lângă Uniunea Europeană)
- Geneva (Delegația Generală)
- New York (Reprezentanța Națiunilor Unite)
- Strasbourg (Reprezentanța Consiliului Europei)
- Viena (OSCE)

## Vezi și
- Misiuni diplomatice în Republica Moldova
- Relațiile externe ale Republicii Moldova
- Regimul de vize pentru cetățenii moldoveni

## Legături externe
- Misiuni diplomatice și consulare ale Republicii Moldova Arhivat în 25 septembrie 2013, la Wayback Machine.